# Juan Díaz Canales
Juan Díaz Canales (Madrid, España, 1972) es un guionista de historietas y director de películas de animación español. Es conocido por ser el guionista de la serie Blacksad. 

## Biografía
Desde temprana edad, Juan empezó a interesarse por los cómics y por la creación de los mismos. Dicho interés fue progresando y abarcando también a las películas de animación. A los 18 años de edad, ingresó en una escuela de animación. En 1996 funda, junto con otros tres artistas, la compañía Tridente Animation. Gracias a esto, ha trabajado con compañías europeas y estadounidenses, proporcionando argumentos y guiones para cómics y películas de animación, así como dirigiendo series de animación para televisión y para largometrajes de animación.
Durante este periodo conoció a Juanjo Guarnido, con quien Canales decidió crear cómics basados en un investigador privado, Blacksad. Tras ponerse en contacto con varios editores, Guarnido y Canales llegaron a firmar un acuerdo con la editorial francesa Dargaud, y en noviembre de 2000 se publicó Quelque part entre les ombres (Algún lugar entre las sombras).
En 2013 gana, junto a Juanjo Guarnido, el premio Eisner en la Comic Con de San Diego en la categoría de Mejor edición norteamericana de material internacional por su trabajo en Silent Hell (Infierno silencioso), cuarto episodio de la serie Blacksad.

## Premios
- 2000: Premio al Mejor Primer Trabajo en el Lys-lez-Lannoy Festival[2]
- 2000: Prix spécial at the Rœulx (Belgium) festival[2]
- 2000: Prix Némo at the Maisons-Laffitte festival[2]
- 2000: Prix découverte at Sierre International Comics Festival[3]
- 2001: Best Artwork Award at Festival de Chambéry[4]
- 2002: Best Artwork Award at Grand Prix Albert Uderzo[4]
- 2003: Prix spécial du jury au Sierre International Comics Festival[4]
- 2004: Angoulême Audience Award, por Arctic-Nation
- 2004: Angoulême Best Artwork Award, por Arctic-Nation
- 2004: Virgin Prize al Best Album, por Arctic-Nation [5]
- 2006: Angoulême Best Series Award, por la serie Blacksad [6]
- 2014: Premio Nacional del Cómic.[7]